# Stazione FS (metropolitana di Catania)
Stazione F.S. è stata una fermata di superficie ad un solo marciapiede munito di pensilina, posta dopo l'ultimo binario della stazione di Catania Centrale; era posta nella stessa sede della precedente, omonima fermata della FCE a scartamento ridotto, in funzione dal 1898, chiusa nel 1993 e riaperta nel 1999; la fermata non è mai stata presenziata dal personale. Era collegata al termine del sottopassaggio della stazione FS tramite uno stretto corridoio a cui si accedeva tramite un tornello con obliteratrice dei biglietti.
Dalla fermata si godeva di una vista panoramica del golfo di Catania, in quanto posta al termine dell'alta scogliera dell'Armisi di origine vulcanica.
È stata soppressa il 19 dicembre 2016, in seguito all'entrata in esercizio della stazione sotterranea "Giovanni XXIII".

## Servizi
La fermata era dotata di:
- Annuncio sonoro annunciante l'arrivo dei treni
- Panchine per l'attesa dei passeggeri

## Interscambio
- Stazione ferroviaria (Catania Centrale)
- Fermata autobus
- Stazione taxi